# Abia mutica
Abia mutica är en stekelart som beskrevs av Thomson 1871. Abia mutica ingår i släktet Abia, och familjen klubbhornsteklar. Enligt den finländska rödlistan är arten nära hotad i Finland. Arten är reproducerande i Sverige. Artens livsmiljö är lundskogar.